# Kai Nürnberger
Kai Joachim Nürnberger (Wolfenbüttel, 2 giugno 1966) è un ex cestista tedesco.

## Carriera
Con la Germania ha disputato i Giochi olimpici di Barcellona 1992, i Campionati mondiali del 1994 e tre edizioni dei Campionati europei (1993, 1995, 1999).

## Palmarès

### Squadra
- Coppa di Germania: 2

Brose Bamberg: 1992
Skyliners Frankfurt: 2000

### Individuale
- Basketball-Bundesliga MVP: 1

Brose Bamberg: 1992-93